# Trenton (Ontario)
Pour les articles homonymes, voir Trenton.

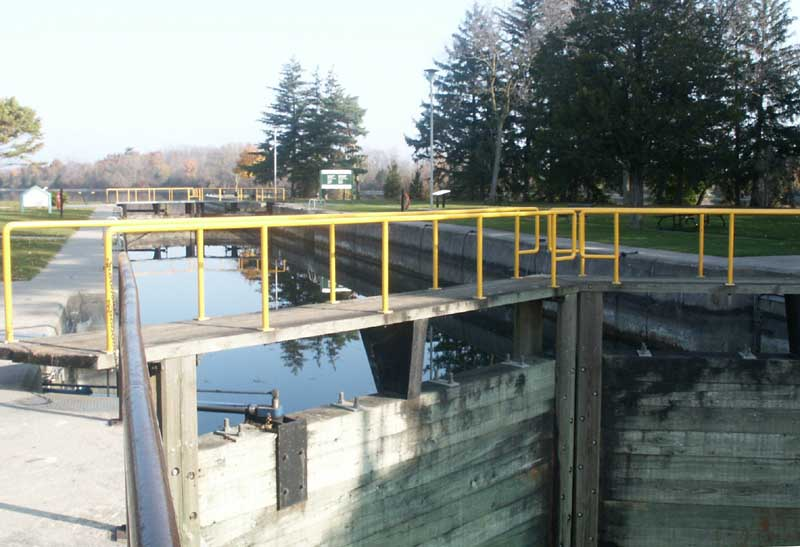
Écluse 1 sur le Trent-Severn à Trenton.

Trenton est une localité bordant la baie de Quinte dans la province canadienne de l’Ontario. C’est la principale localité de la municipalité de Quinte West. Trenton est le point de départ de la voie navigable Trent-Severn qui relie le lac Ontario au lac Huron en passant par la ville de Peterborough (Ontario).

## Histoire
La rivière Trent fut nommée en rapport avec la rivière Trent (G-B) en Grande-Bretagne. Le village de Trenton, qui se trouvait à l’embouchure de la rivière, fut créé en 1853. Il fut actif dans l’industrie du bois. Une entreprise de munitions s’est installée à proximité durant la première guerre mondiale mais celle-ci fut détruite en 1918 lors d’une explosion industrielle.
Trenton était également un centre important de production de films. En 1917, un studio fut construit pour y réaliser plusieurs productions.  En 1923, les installations furent reprises par le gouvernement de l’Ontario pour abriter un studio et un laboratoire du bureau ontarien de la vidéo.  Les installations fermèrent en 1934. La construction d’une base militaire aérienne canadienne débuta en 1929 ce qui permit à la localité d’avoir une impulsion économique durable.  
Trenton a été découverte par des loyalistes en 1792 sous le nom de Trent Port, puis rebaptisée Trent Town avant de devenir Trenton. Trenton devint une ville en 1980.  Le 1er janvier 1998, Trenton fusionna avec les villages de Frankford et avec les municipalités de Murray et de Sidney pour former la municipalité de Quinte West. Trenton abrite plus de la moitié de la population de la municipalité.

## Économie
La base militaire de Trenton est l’employeur principal de la région. On retrouve également les sociétés Quaker Oats, Norampac, Teletech, General Mills et Wal Mart. Le tourisme joue aussi un rôle important dans l’économie vu l’emplacement stratégique de la localité sur la voie navigable touristique de Trent-Severn.

## Transport
L'autoroute 401 traverse la rivière Trent au nord de la ville. La route 2 est la route principale est-ouest traversant la ville, en direction de Brighton à l'ouest et de Belleville à l'est.
Les lignes de chemin de fer du Canadian Pacific et du Canadian National (Toronto – Ottawa/Montréal) passent à travers la ville. VIA Rail offre un service de passager limité.
L'aéroport de Trenton est situé avec la base aérienne CFB Trenton du côté est de la ville.
Trenton est le point de départ du Trent-Severn Waterway et deux écluses (Écluse 1 et Écluse 2) sont localisées sur la commune.

## Récréation et culture
Trenton est également connue pour ses excellentes possibilités de baignade, de pêche et de navigation de plaisance. En outre, elle est connue pour être le centre de la pêche au doré jaune. La ville est populaire pour ses activités de plein air, ses loisirs et ses sports. Ainsi que pour ses magnifiques paysages et sa faune. 

## Personnages célèbres
- Elizabeth Manley (médaillée d'argent, patin à glace, olympiques 1988)
- John Garrett (joueur de hockey)
- Mel Bridgman (joueur de hockey)
- Steve Graves (joueur de hockey)
- Steve Smith (joueur de hockey)